# Die große Reise der Agathe Schweigert
Die große Reise der Agathe Schweigert ist eine deutsche Literaturverfilmung von Joachim Kunert aus dem Jahr 1972. Sie beruht auf der gleichnamigen Erzählung von Anna Seghers, enthalten in der Sammlung Die Kraft der Schwachen. Die Titelrolle ist mit Helga Göring besetzt, tragende Rollen mit Holm Henning Freier, Günter Naumann, Helmut Gauß und Günter Wolf.
Der Film wurde im Auftrag des Fernsehens der DDR von der DEFA produziert.

## Handlung
Ernst Schweigert musste über Nacht seine Mutter Agathe und Nazi-Deutschland Richtung Paris verlassen, da er an einer Protestaktion teilgenommen hatte. Nachdem sich seine Spur verloren hat, macht sich Agathe auf die Suche nach ihrem Sohn. Um Geld für ihr Vorhaben zu haben, verkauft sie ihren Kurzwarenladen und reist mit der Bahn in Richtung Westen. Die im Ort bekannte und geachtete Frau wird sogleich vom Bahnschaffner erkannt und angesprochen. Bei der Zollkontrolle wird ihr ein wenig bange, doch alles geht gut.
In Paris angekommen, lässt Agathe die Stadt und ihre Sehenswürdigkeiten auf sich wirken. Schließlich hat sie in ihrem Leben noch nie eine so große Reise gemacht und stand immer nur hinter dem Tresen ihres Ladens. Nachdem sie die Adresse gefunden hat, von der der letzte Brief ihres Sohnes kam, erfährt sie dort, dass Ernst schon vor längerem weitergereist sei. Zum Glück findet sich ein Freund von Ernst, von dem sie erfährt, dass ihr Sohn in Spanien gegen die  Faschisten kämpft. Agathe will ihm folgen – wenn nötig bis an die Front. Zunächst begibt sie sich nach Toulouse und ist erstaunt, dass ihr Sohn auch hier Freunde hat. Erst jetzt wird ihr klar, dass ihr Ernst schon lange Mitglied der Internationalen Brigade ist. Von Frankreich aus weiter nach Spanien zu reisen erweist sich als Problem, weil man Agathe keine entsprechenden Papiere ausstellen will. Erst als sie sich bereit erklärt, in Spanien eine Arbeit anzunehmen scheint es eine Lösung zu geben. Allerdings heißt es nun, erst einmal abzuwarten, doch geht am Ende alles schneller als erwartet und ihr Antrag wird genehmigt. So geht die Reise weiter mit der Bahn über die Pyrenäen und dann zu Fuß bis zur Grenze. Dort werden Agathe und die sie begleitenden Männer als Kämpfer für die Freiheit Spaniens begrüßt und in die nächste Stadt gebracht. Hier hofft Agathe endlich ihren Sohn zu finden, doch muss sie erfahren, dass er noch immer an der Front kämpft und sie ihn dort nicht besuchen könne.
Agathe lernt auf ihrem Weg viele unterschiedliche Menschen kennen, aber alle sind freundlich zu ihr und alle können ein wenig Deutsch. Die einfache Frau versucht zu verstehen, was Menschen aller Nationalitäten hierher nach Spanien treibt, um gegen die Faschisten zu kämpfen. Mit einem jungen Polen fährt Agathe bis Valencia und sieht zum ersten Mal das Meer. Hier ist auch ein großes Hospital, in dem sich Ernst aufhalten soll. Doch sie kommt zu spät, da ihr Sohn bereits vor zwei Tagen zurück an die Front musste. So bleibt Agathe nichts weiter übrig, als erst einmal im Hospital zu warten und dort mitzuarbeiten, bis Ernesto wieder hierher zurückkommt, wie er angekündigt hatte. Da es viel zu tun gibt, wird ihr die Zeit nicht lang: Wäsche ist zusammenzulegen, die Betten müssen bezogen werden, Essen ist auszuteilen und es gibt weitere Aufgaben, deren Erledigung Agathe obliegt. Doch schon bald kommt ein Brief, dass Ernst weiter an der Front bleiben muss. Es fügt sich aber, dass ein Verwundeter in eine Spezialklinik gebracht werden muss und da diese sich in der Stadt befindet, in der Ernesto derzeit stationiert ist, soll Agathe den Kranken auf dem Transport begleiten. Dort angekommen muss sie allerdings erfahren, dass ihr Sohn nicht kommen wird, weil das Bataillon weiterziehen musste. Enttäuscht zieht Agathe durch die Straßen der Stadt und lässt sich am Ende von einem Transport wieder mit zurück ins Hospital nehmen. Hier erhält sie die erschütternde Nachricht vom Tod ihres Sohnes. Nur die Arbeit kann sie jetzt von ihrem Schmerz ein wenig ablenken. Unermüdlich kümmert sie sich um die Kranken und Verletzten. Dabei entdeckt sie zufällig Reinhold, einen ehemaligen Schulkameraden ihres Sohnes, der ihr von ihm und seinen letzten Lebenstagen berichtet.
Nachdem das Hospital evakuiert werden muss, flieht Agathe mit einer Gruppe Zivilisten zu Fuß bis nach Frankreich. Sie schlägt sich bis zu einem kleinen Bergbauernhof durch. Dort kann Agathe Zuflucht finden, doch nach Tagen der Rast zieht es sie weiter zu einem Internierungslager, in dem laut einer Nachricht Reinhold interniert sein soll. Das Wachpersonal hält Agathe für Reinholds Mutter, was ihr hilft, zu ihm gelassen zu werden. Da sie nun niemanden mehr hat, will sie in Reinholds Nähe bleiben und gedenkt mit den Internierten zu gehen, wenn sie auf Asylsuche in die Welt ziehen.

## Hintergrund und Veröffentlichung
Die Figur der Agatha Schweigert wurde optisch an die von Anna Seghers geschilderte Vorlage angepasst.
Der Film endet in Frankreich, wo Agatha Schweigert Robert, den Freund ihres Sohnes im Internierungslager aufsucht. Im Roman verschlägt es sie auf der Flucht vor den Deutschen bis auf die Antillen. Dort begegnet ihr im Frühjahr 1941 Anna Seghers.
Die Erstausstrahlung des Films erfolgte am 12. November 1972 im 1. Programm des DDR-Fernsehen. In Ungarn wurde der Film unter dem Titel Agatha asszony nagy utazása am 20. September 1973 veröffentlicht, in Polen erfolgte eine Veröffentlichung am 25. Oktober 1976.
Der Film erschien am 7. November 2011 innerhalb der Reihe „DDR TV-Archiv“ auf DVD, herausgegeben von Telepool (Edel) beziehungsweise der Icestorm Distribution GmbH.
Der Film wurde vergleichsweise häufig ausgestrahlt, da er zum Schulplan an DDR-Schulen gehörte.

## Kritik
„Eine nicht mehr ganz junge Frau gibt ihren Kurzwarenladen und damit ihre gesicherte Existenz auf, um ihrem Sohn zu folgen, den in der Fremde ein ungewisses Schicksal erwartet. Im Deutschland der dreißiger Jahre und im Spanienkrieg angesiedelter, antifaschistischer Fernsehfilm, atmosphärisch dicht und eindringlich gespielt.“

TV Today gab in den Kategorien Frauendrama, Anspruch und Spannung je einen von drei möglichen Punkten und zog das Fazit: „Der Sozialismus mit Zuckerguss.“
Auf der Seite der Tageszeitung Neues Deutschland war seinerzeit zu lesen, dies sei eine „Glanzrolle für Helga Göring“.